# Bati (woreda)
Pour les articles homonymes, voir Bati.
Bati est l’un des 105 woredas de la région Amhara.